# (35081) 1990 QT8
(35081) 1990 QT8 es un asteroide perteneciente al cinturón de asteroides descubierto el 16 de agosto de 1990 por Eric Walter Elst desde el Observatorio de La Silla, Chile.

## Designación y nombre
Designado provisionalmente como 1990 QT8.

## Características orbitales
1990 QT8 está situado a una distancia media del Sol de 2,163 ua, pudiendo alejarse hasta 2,513 ua y acercarse hasta 1,813 ua. Su excentricidad es 0,161 y la inclinación orbital 4,107 grados. Emplea 1162,22 días en completar una órbita alrededor del Sol.

## Características físicas
La magnitud absoluta de 1990 QT8 es 15,4. Tiene 2,186 km de diámetro y su albedo se estima en 0,256. 